# HD 16417 b
HD 16417 b (también conocido como λ2 Fornacis) es un planeta extrasolar que orbita la estrella de tipo G de la secuencia principal λ2 Fornacis, localizado aproximadamente a 83 años luz, en la constelación de Fornax.Este planeta tiene al menos un 7% de la masa de Júpiter y tarda 17 días en completar su periodo orbital, con un semieje mayor de 0,14 UA. Debido a su proximadad a su estrella, este planeta tiene unas temperaturas muy altas. Fue descubierto el 23 de febrero de 2009 usando el método de la velocidad radial. Es el tercer planeta descubierto en la constelación de Fornax. El astrónomo Wladimir Lyra (2009) ha propuesto Etna como el nombre común posible para HD 16417 b.